# 水底曲棍球

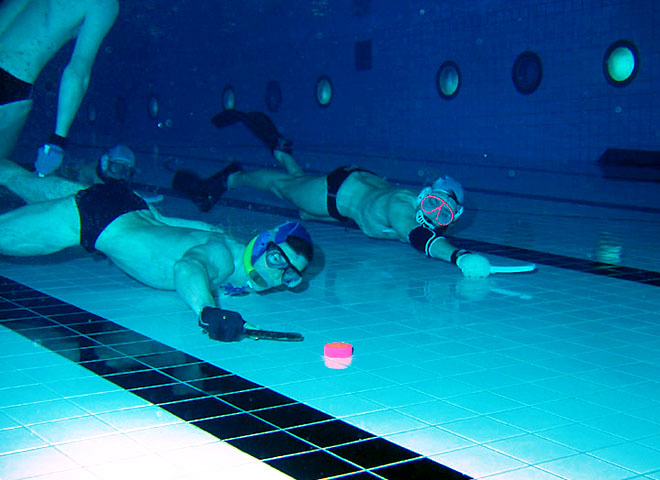

水底曲棍球/水下曲棍球（英語：Underwater hockey / Octopush），簡稱水曲，是一種於游泳池內進行的集體球類運動，與水球（Water polo）一樣，是屬於水上運動之一；同時亦是曲棍球（Hockey）的其中一種。
用球方面，與冰上曲棍球和單線滾軸溜冰曲棍球（Inline hockey）一樣，是用一個名為Puck的硬化橡膠包著鉛芯的3磅圓盤射入球場兩邊的敵方球門區而得分。
至於用球棍方面，則使用較短的曲棍球棍棒進行傳球、運球和射門。球棍在的長短、弧度、厚度、斜度及材料在一定範圍內可自由配合，供球隊不同位置及風格之球員使用。一般來說，較短、弧度較小的球棍，適合前鋒或喜歡盤球過人之球員；而較長、弧度較大的球棍，適合後衛，以便進行偷球、搶球，以及挑傳的動作。物料方面，常用的有四種：軟木、硬木、軟橡膠、硬橡膠

## 基本規則
1. 兩隊各派出六人，在半個游泳池的面積進行比賽。
2. 比賽時間為上下半場各十五分鐘。
3. 能把球打進對方的球門區（俗稱禁區）的一方便可得分，最多分者為勝方。

## 外部連結
- World AquaChallenge Association(WAA)官方網頁
- 香港潛水總會（中國香港體育協會暨奧林匹克委員會會員機構）
- 香港水底曲棍球協會 （页面存档备份，存于）